# Ковачич, Мийо
Мийо Ковачич (хорв. Mijo Kovačić; род. 5 августа 1935, Молве, Королевство Югославия) — классик Хлебинской школы и хорватского наивного искусства. Представитель второго, послевоенного поколения наивных крестьянских художников.

## Биография
Мийо Ковачич, младший из пяти детей, родился 5 августа 1935 года в крестьянской семье, в небольшой деревушке Горня Шума, рядом с селом Молве в Подравине. Закончив четыре класса основной школы, Мийо вместе с братьями помогал родителям в сельском хозяйстве и домашних работах. После того как братья выросли и образовали семьи, Ковачич, как самый младший, остался жить в родовом доме вместе с родителями. С раннего детства слышал народные сказания и притчи от своей матери, которые оставили неизгладимый след в его чувствительной натуре и помогли развить творческое воображение и фантазию.
Мийо Ковачич еще будучи ребенком, показал способность к рисованию. Ему хотелось продолжить обучение, но для обычного сельского мальчишки, в первые послевоенные годы, такое желание могло остаться только несбыточной мечтой.
В 1953 году, восемнадцатилетний крестьянин из Горней Шумы впервые услышал о Крсто Хегедушиче и Иване Генераличе. Профессор Хегедушич находился вне досягаемости в далеком Загребе, но Иван Генералич жил в 8 км от него, в соседнем селе Хлебине. Встреча с Генераличем была важной не с точки зрения получения каких-то особых знаний, а в большей степени как обнадеживающий пример - он встретил такого же необразованного крестьянина, ставшим известным во всем мире художником!
В 1954 году, молодой художник впервые показал свои работы в Копривнице вместе с И.Генераличем, Д.Гажи, Ф.Филиповичем и И.Веченаем. Тогда же, Ковачич близко познакомился с профессором и историком искусства Грго Гамулиным, первым югославским теоретиком наивного искусства.
В 1961 году, в Галерее примитивного искусства в Загребе, состоялась первая персональная выставка. За более чем 60-летний период, работы Мийо Ковачича участвовали в сотнях коллективных выставок, среди которых наиболее важные мировые и европейские фестивали наивного искусства. Подготовлено и проведено свыше 100 персональных выставок - во многих странах Европы, в странах Северной и Южной Америки, в Японии и Китае, в Индонезии и Австралии.
Картины художника находятся во многих музеях и частных собраниях по всему миру. Среди них: Хорватский музей наивного искусства, Загреб; Национальный музей современного искусства, Загреб; Музей города Копривницы Архивная копия от 21 ноября 2010 на Wayback Machine; Музей города Карловац; Галерея искусств, Сплит; Музей искусства и истории культуры, Дортмунд Архивная копия от 30 июня 2018 на Wayback Machine; Музеи Ватикана, Рим; Музей Метрополитен, Манила; Галерея города Франкфурт на Майне; Музей Шарлотты Цандер Архивная копия от 30 июня 2018 на Wayback Machine, Бённигхайм; Музей Анатоля Жаковского Архивная копия от 30 июня 2018 на Wayback Machine, Ницца; Музей Анри Руссо, Лавал; собрания и фонды - Р.Никсона, (США); П.Инфелда (Австрия) Архивная копия от 30 июня 2018 на Wayback Machine; С.Барбиери (Италия), Б.Бишофбергера (Швейцария).
Мийо Ковачич отмечен множеством национальных и международных наград.
Творчество Ковачича оказало огромное влияние на последующие поколения хорватских наивных живописцев. Многие художники, не только начинающие, в той или иной степени копировали его манеру письма.
Наиболее известные работы: Паление свиньи (Smuđenje svinje) 1962; Затмение солнца (Pomrčina Sunca) 1964; Судный день (Sudnji dan) 1965; Свинопас (Svinjar) 1967; Зима (Zima) 1969; Северное сияние (Polarno svjetlo) 1970; Любовь в поле (Ljubav u polju) 1972; Дровосеки (Drvosječe) 1973–74; Наводнение (Poplava) 1974; Всемирный потоп (Opći potop) 1974; Каждый человек несет свой крест (Svaki čovjek nosi svoj križ) 1975; Содом и Гоморра (Sodoma i Gomora) 1976–77; Уборка капусты (Branje zelja) 1979; Невеста дравских рыбаков (Nevjesta dravskih ribara) 1982; Возвращение с рыбалки (Povratak iz ribolova) 1982–83; Старик с земляникой (Starac s jagodama) 1983; Распятие (Raspelo) 1983–84; Пограничники (Graničari) 1986; Хлеб и рыба (Kruh i riba) 1991.
В 2012 году, в честь 75-летия художника и 60-летия творческой деятельности, Фонд «Мийо Ковачич», носящий его имя, открыл Галерею "Мийо Ковачич" Архивная копия от 28 июля 2018 на Wayback Machine (Basaričekova 22, Zagreb).
Музей города Копривницы по соглашению с автором и фондом «Мийо Ковачич» предоставил и отреставрировал помещение для постоянно действующей галереи «Мийо Ковачич» в его родной Подравине (Zrinski trg 9, Koprivnica). Торжественное открытие галереи состоялось 28.07.2018 г.